# Kolokán
A kolokán (Stratiotes aloides) a békatutajfélék (Hydrocharitaceae) családjába tartozó, Európában és Nyugat-Ázsiában elterjedt lebegő vízinövény. Egyéb elnevezései karakány, kalokán, kalóka, imergyökér, imera, vízi olló, rák ollója, vízi fülfű.

## Megjelenése

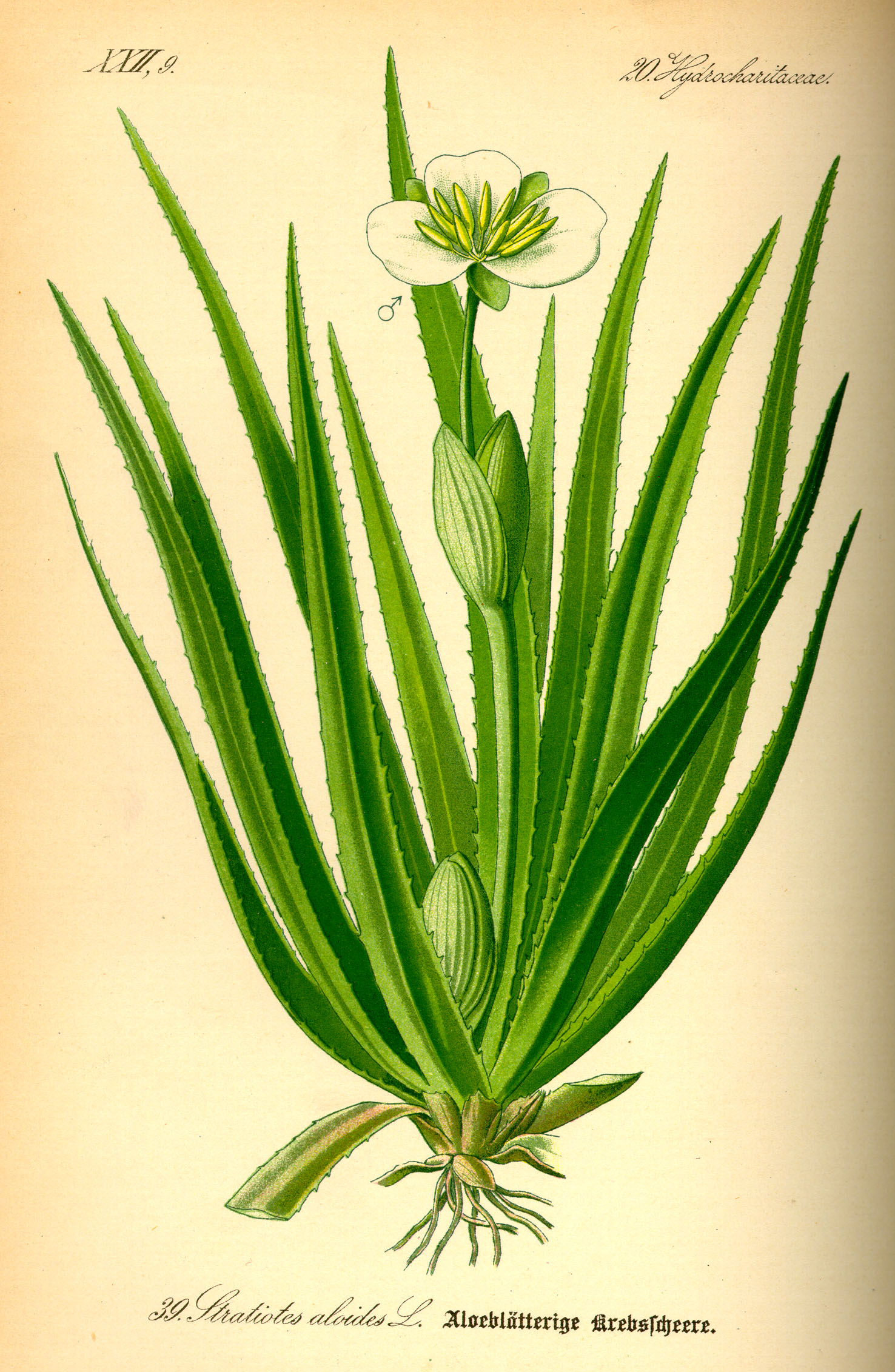
Kolokán az 1885-ös Flora von Deutschland, Österreich und der Schweiz-ban

A kolokán évelő lebegő vízinövény. Fejlődését a víz alatt kezdi, ahol gyökereivel gyengén megkapaszkodik az aljzatban. Virágzás idején rövid szára eltörik és levélrózsája a víz színére emelkedik, félig kilátszik belőle. Késő ősszel a még mindig az iszaphoz kapcsolódó gyökerei spirállá tekeredve megrövidülnek és visszahúzzák a víz alá. Télre a levelei elhalnak és rügyei vészelik át a hideg időszakot.
Levelei levélrózsát formálnak, amely egzotikus külsejű, aloéra vagy az ananász levélzetére hasonlít. A levélrózsa magassága 15–50 cm, átmérője fél-egy méter. Az egyes levelek 15–40 cm hosszúak, nyél nélküliek, hosszúak és keskenyek (lándzsás-szálas alakúak). A levelek vége hegyes-tüskés, élükön kis tüskében végződő fogak sorakoznak. Merevek és viszonylag könnyen eltörnek.
Májustól augusztusig virágzik. Kétlakiak, vagyis az egyes növényeken vagy csak termős vagy csak porzós virágok nőnek. A virágok egyesével helyezkednek el, tüskés élű száruk rövidebb a leveleknél, két buroklevél található rajtuk. A virág sugarasan szimmetrikus, három fehér sziromból és három zöld csészelevélből áll. A szirmok 15–25 mm hosszúak. A porzós virágokban 15–30 sárga porzó, a termősökben hat, összenőtt termőlevelekből álló bibe található. Utóbbiakban is találhatóak porzószálak (ritkán steril porzókkal is), tövükben nektár termelődik. A virágnak romlott hússzaga van, amivel a beporzó legyeket és egyes lepkéket vonzza magához.
Termése 3,5 cm hosszú, tojás formájú, hatosztatú toktermés. Vegetatív szaporodásra is képes, nyár végén a levélrózsáról rövid indákról újabb, kis rozetták sarjadnak, amelyek áttelelnek és a következő tavasszal indulnak növekedésnek. Valószínűleg a vegetatív szaporodás a gyakoribb; az északi régiókban pedig kizárólagos.
A Stratiotes nemzetség egyetlen tagja. Kromoszómaszáma 2n=24.

## Elterjedése és termőhelye
Európai és északnyugat-ázsiai faj, keleten Kazahsztánig és a Kaukázusig található meg. Eredeti elterjedési területét nehéz meghatározni, mert legalább háromszáz éve dísznövényként is alkalmazzák és sokhelyütt kivadult. Így került Észak-Amerikába is, ahol a kanadai Ontarióban a Trent-folyóban található egy állománya. Az Egyesült Államokban invazív fajnak tekintik és bevitelét tiltják. Északon, nagyjából a Cherbourg-Szentpétervár vonal fölött (így a Brit-szigeteken is) szinte csak nőivarú példányai élnek. Skandináviában csak ritkán virágzik és magot akkor sem hoz, gyakorlatilag kizárólag sarjadzással szaporodik. Franciaországban és Svájcban a feltevések szerint nem őshonos, csak kivadult. Dél-Európából hiányzik, Olaszországban teljesen kipusztult. Magyarországon a folyószabályozások előtt gyakori volt az Alföldön, de a mocsarak, lápok eltűnésével ma már csak ritkán fordul elő vadon.
Tápanyagban dús, semleges vagy kissé magasabb pH-jú, eutrofizálódó állóvizek, tavak, mocsarak, lápok, lakója. Helyenként tömeges lehet. A ritka zöld acsa (Aeshna viridis) szitakötő kizárólag a kolokán leveleibe rakja le petéit, lárvája pedig a levélrózsán rejtőzik, ezért csak vele együtt fordul elő.
Magyarországon nem védett. Kerti tavakban gyakran alkalmazott dísznövény. 

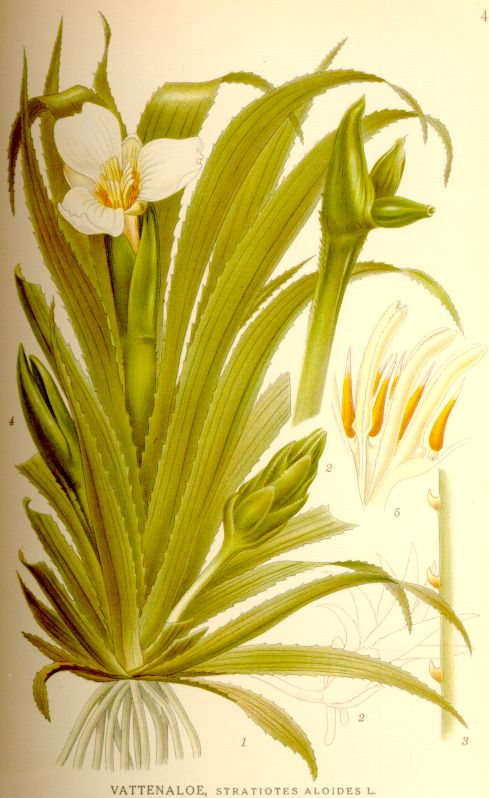
Kolokán az 1917-es Bilder ur Nordens Flora-ban
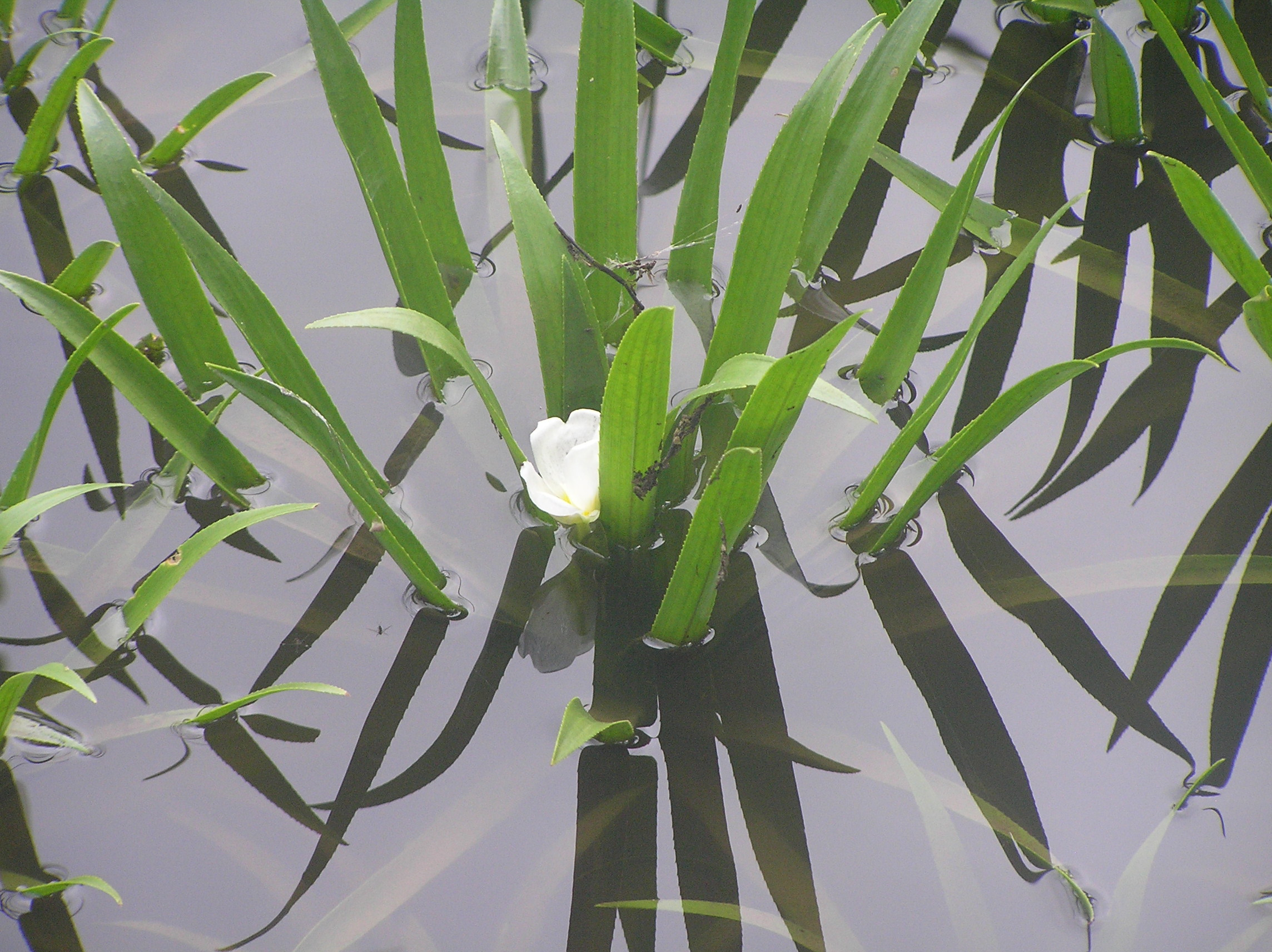
Habitusa
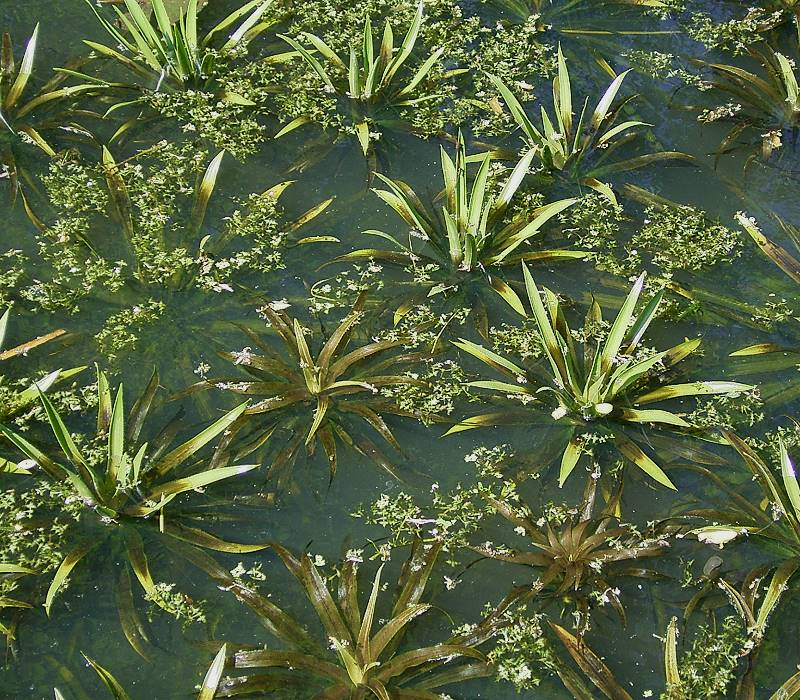
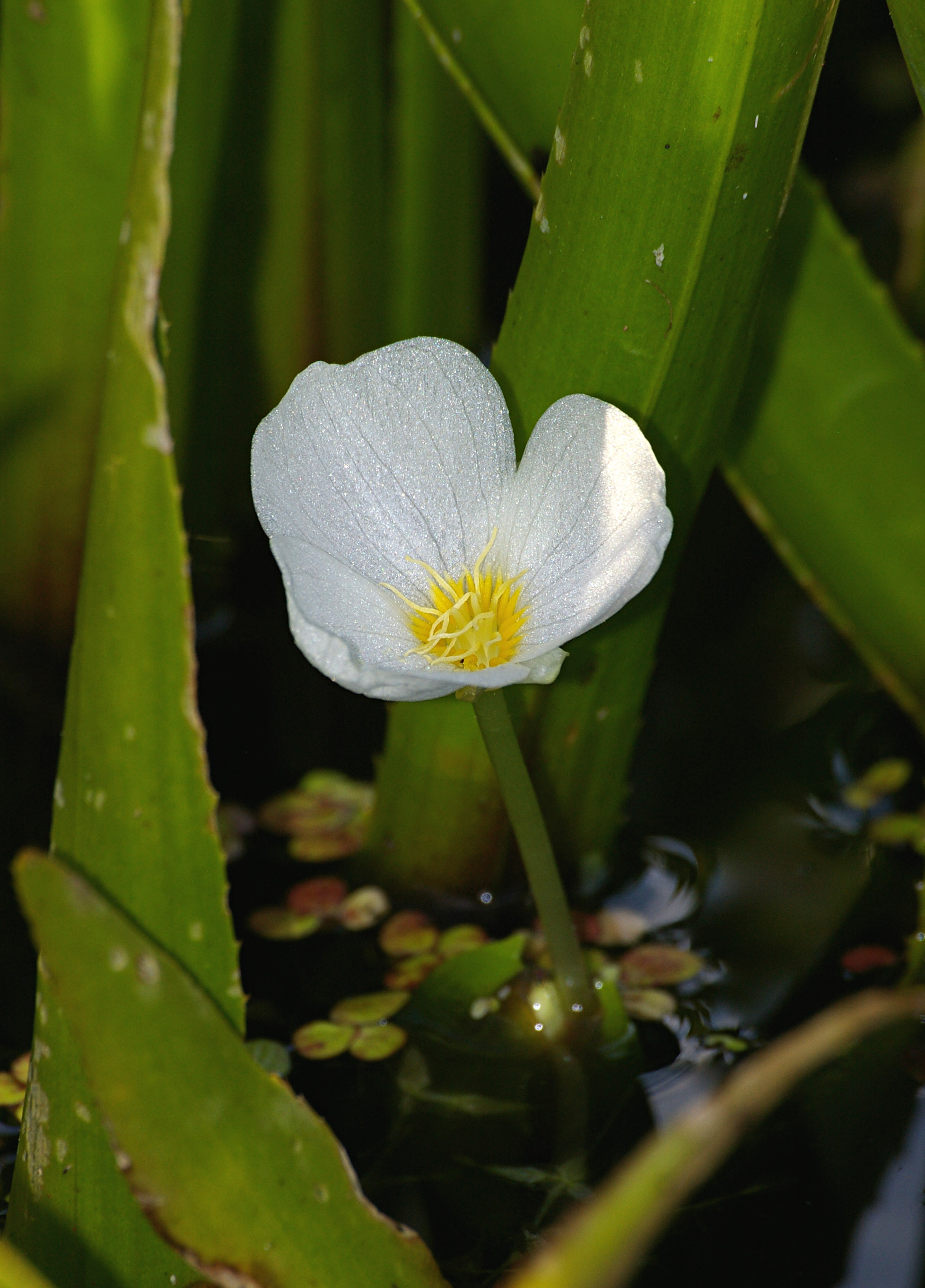
Nőivarú virága
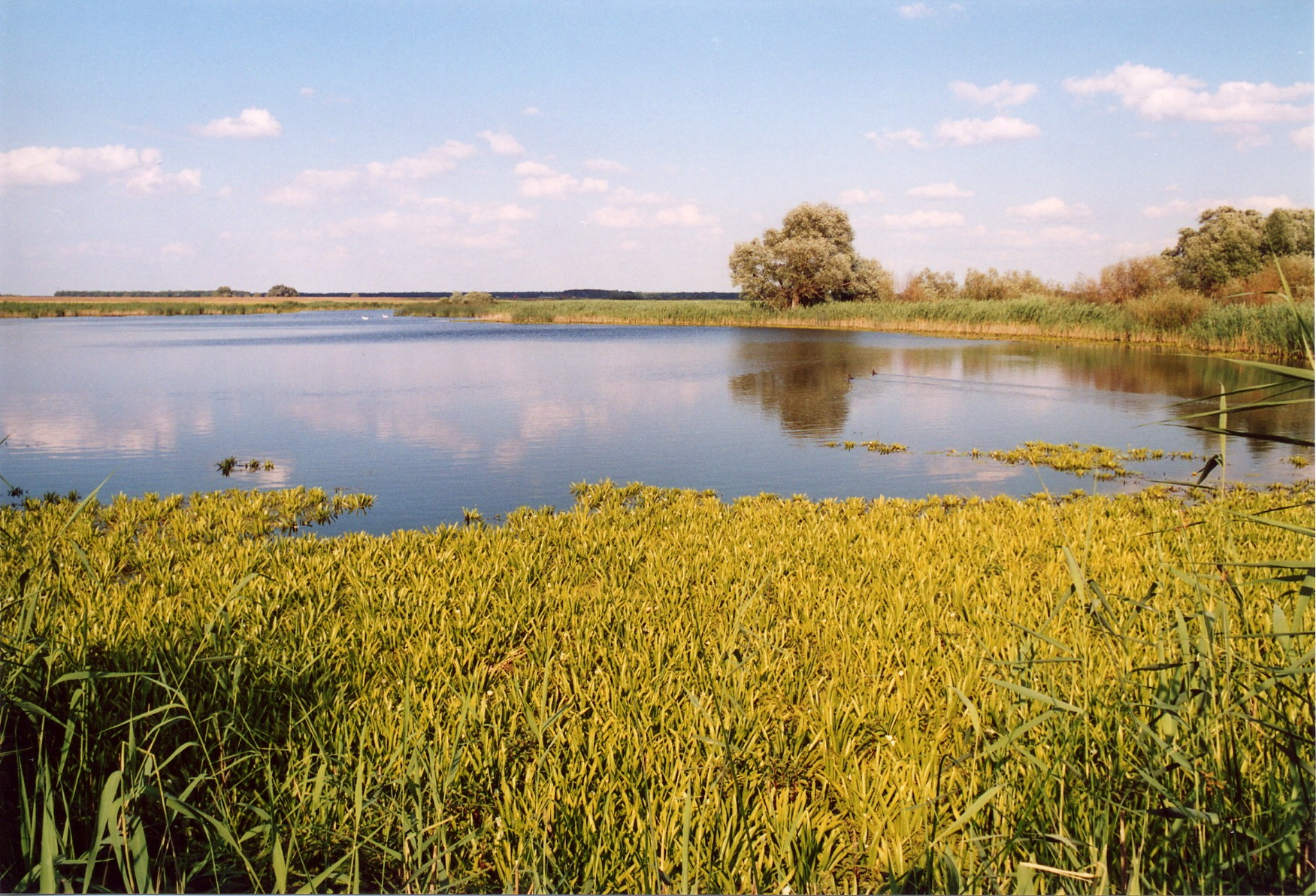
Nagy tömegben (Németország Szász-Anhalt tartományában)